# Il meglio di...
Il meglio di... è il primo album del cantautore torinese Marco Carena.

## Descrizione
Dopo il primo 45 giri inciso con la Dracma Records, Marco Carena vince la prima edizione del Festival di Sanscemo  con la canzone Io ti amo: il brano è pubblicato nella compilation del festival, pubblicata dalla  Mercury Records, ed il cantautore torinese viene chiamato spesso ospite  al  Maurizio Costanzo Show, avendo così l'occasione di ripresentarla in televisione.
Ottiene quindi un contratto con la Virgin Dischi e, in autunno, pubblica l'album di debutto, ironicamente intitolato come  se fosse un'antologia, Il meglio di.....: il disco racchiude tre canzoni già note, la già ricordata Io ti amo,  Buonanotte e il Blues delle mutande lunghe, pubblicate su 45 giri l'anno precedente: i tre brani però sono reincisi per l'album in versioni diverse.
Tra le altre canzoni, sono da ricordare due parodie dello stile di altri due noti cantautori, Bongustata, che imita lo stile di Fred Bongusto, e Deandrata, una ballata alla Fabrizio De André e Che bella estate, anch'essa presentata spesso nel programma di Maurizio Costanzo.
Prodotto da Roberto Colombo ed arrangiato dallo stesso Colombo in collaborazione con Massimo Luca, il disco è registrato allo Studio Colombo di Montevecchia; il tecnico del suono è Paolo Pizzimenti, le foto di copertina sono di Sandro Roticiani e la grafica è di Alessandra Callari.
Dopo la partecipazione al Festival di Sanremo 1991 nella sezione Novità con il brano Serenata (che parla dell'incontro con una vecchia fiamma), quest'album verrà riproposto con il titolo Serenata (il meglio di...) che si differenzia dalla pubblicazione precedente proprio per l'aggiunta del suddetto brano, di cui sarà la prima traccia.

## Tracce (versione 1990)
Lato A
1. Che bella estate - 5'36"
2. Io ti amo - 4'53"
3. Blues delle mutande lunghe - 2'51" (live)
4. Accessori auto - 5'53"
5. Deandrata - 4'08"

Lato B
1. Histoire du vol-au-vent - 4'12"
2. Bongustata - 4'07"
3. Ma tanto lo so - 5'24"
4. Buonanotte - 3'59"

Tot. 41 min. 03 sec.

## Tracce (versione 1991)
Lato A
1. Serenata - 3'29"
2. Che bella estate - 5'36"
3. Io ti amo - 4'53"
4. Blues delle mutande lunghe - 2'51" (live)
5. Accessori auto - 5'53"

Lato B
1. Deandrata - 4'08"
2. Histoire du vol-au-vent - 4'12"
3. Bongustata - 4'07"
4. Ma tanto lo so - 5'24"
5. Buonanotte - 3'59"

Tot. 44 min. 32 sec.

## Musicisti
- Marco Carena: voce, chitarra in Blues dalle mutande lunghe
- Roberto Testa: batteria
- Paolo Costa: basso
- Massimo Luca: chitarra
- Roberto Colombo: tastiera
- Laura Fedele: cori in Serenata